# NGC 815
NGC 815 é uma galáxia  localizada na direcção da constelação de Cetus. Possui uma declinação de -15° 48' 46" e uma ascensão recta de 2 horas, 10 minutos e 39,4 segundos.
A galáxia NGC 815 foi descoberta em 1886 por Ormond Stone.